# Daniel Erlandsson
Daniel John Erlandsson (Malmö, 22 maggio 1976) è un batterista svedese, appartenente alla band melodic death metal Arch Enemy.
Ha suonato anche per gli In Flames nell'album Subterranean, per gli Eucharist, Liers in Wait, Diabolique, Armageddon (con Christopher Amott) e con i The End.
Suo fratello Adrian è il batterista dei Brujeria, degli At the Gates ed ex dei Cradle Of Filth. Hanno cominciato entrambi a suonare la batteria da piccoli; Daniel ha dichiarato sul sito degli Arch Enemy: "Abbiamo cominciato a jammare con una piccola batteria nel garage di casa nostra, ha iniziato prima Adrian, poi io... mio fratello è una delle maggiori influenze che ho ed è soprattutto grazie a lui se sono arrivato fino a dove sono adesso".
Ha suonato anche per le riunioni-show  degli inglesi Carcass perché il loro batterista storico Ken Owen, nel 1999, ha avuto una grave emorragia cerebrale. Anche Michael Amott, suo attuale compagno di band e chitarrista dei Carcass dal 1990 al 1993, ha partecipato alla reunion.